# Joseph Trentmann

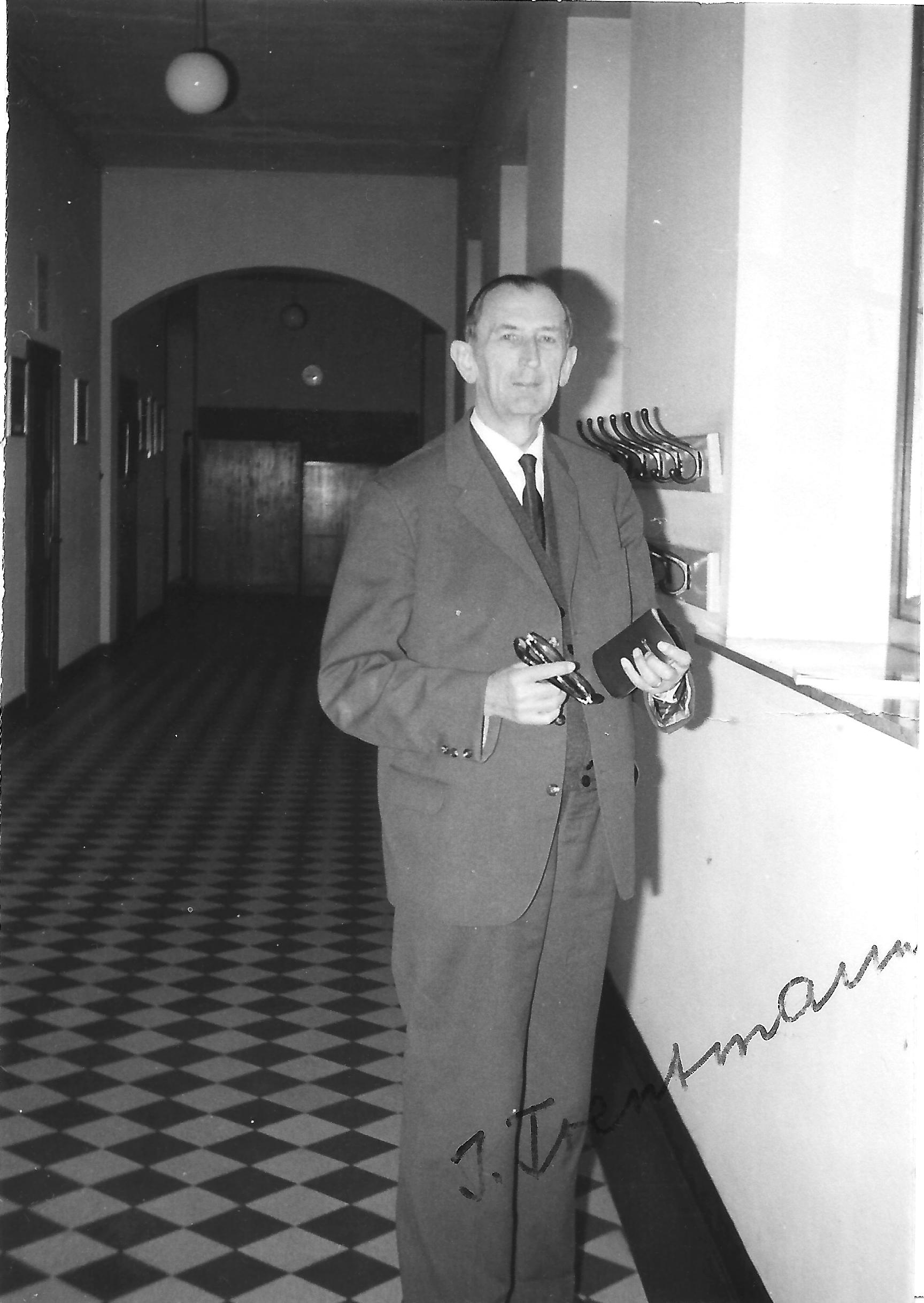
Joseph Trentmann, März 1964, Schulleiter Mittelschule an der Wigmodistraße, Bremen-Blumenthal

Joseph Trentmann  (* 1. Januar 1901 in Osnabrück; † 11. April 1964 in Bremen-Blumenthal) war ein deutscher Pädagoge und Politiker (CDU) in Bremen. Er war Mitglied der Bremischen Bürgerschaft.

## Biografie
Trentmann arbeitete als Mittelschullehrer in Bremen. Bis zu seinem Tod war er Schulleiter an der Mittelschule an der Wigmodistraße in Bremen-Blumenthal.
Er war mit Maria Trentmann (1902–1975) verheiratet.

### Politik
Trentmann war Mitglied in der CDU und von 1955 bis 1964 Vorsitzender des CDU-Ortsvereins Bremen-Blumenthal.
Er war von 1947 bis 1951 und von 1955 bis 1964 (†) für die CDU rund 13 Jahre lang Mitglied in der Bremischen Bürgerschaft und wirkte in verschiedenen Deputationen und Ausschüssen der Bürgerschaft.